# Juri Hollmann
Juri Hollmann, né le 30 août 1999 à Berlin, est un coureur cycliste allemand.

## Biographie
Au mois d'aout 2020, il se classe douzième du championnat d'Europe du contre-la-montre à Plouay dans le Morbihan et remporte la médaille d'or en relais mixte.

## Palmarès et résultats

### Palmarès par année
- 2016
  -  Champion d'Allemagne de poursuite par équipes juniors
  - 1rea étape de la Coupe du Président de la Ville de Grudziądz (contre-la-montre par équipes)
  - 2e du championnat d'Allemagne de poursuite juniors
- 2017
  - Internationale Cottbuser Junioren-Etappenfahrt :
    - Classement général
    - 2ea étape (contre-la-montre)

  - 4e du championnat du monde du contre-la-montre juniors
- 2018
  - 3e du championnat d'Allemagne du contre-la-montre par équipes
- 2019
  - 3e du championnat d'Allemagne du contre-la-montre espoirs
  -  Médaillé d'argent de la course en ligne par équipes des Jeux mondiaux militaires
- 2020
  -  Champion d'Europe du relais mixte contre-la-montre

### Résultats sur les grands tours

#### Tour d'Italie
1 participation
- 2025 : abandon (6e étape)

#### Tour d'Espagne
1 participation
- 2024 : 96e

### Classements mondiaux
| Année                                 | 2018  | 2019  | 2020  | 2021  | 2022  | 2023  | 2024 |
| ------------------------------------- | ----- | ----- | ----- | ----- | ----- | ----- | ---- |
| Classement mondial                    | 1386e | 2012e | 1366e | 1271e | 1101e | 1683e | 867e |
| UCI Europe Tour                       | 866e  | 1315e | 1034e | 913e  | 780e  | nc    | nc   |
|                                       |       |       |       |       |       |       |      |
| Légende : nc = non classéSource : UCI |       |       |       |       |       |       |      |